# Leopoldo de Bulhões
Leopoldo de Bulhões là một đô thị thuộc bang Goiás, Brasil. Đô thị này có diện tích 495,015 km², dân số năm 2007 là 8054 người, mật độ 16,3 người/km².